# Alex Testoni

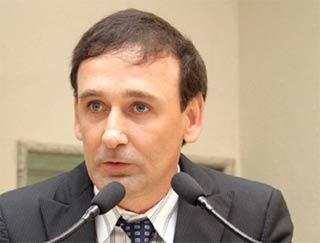
Juan Alex Testoni discursando em plenário na Assembleia Legislativa do Estado de Rondônia.

Juan Alex Testoni (Medianeira, 27 de janeiro de 1965) é um empresário e político brasileiro radicado em Rondônia. Está no terceiro mandato como prefeito do município de de Ouro Preto do Oeste, em Rondônia.
Mudou-se para Rondônia há 42 anos, fixando residência no município de Ouro Preto do Oeste. É empresário no ramo de combustíveis e materiais de construção.
Exerceu o mandato de deputado estadual entre os anos de 2007 e 2008. Em 2008 foi eleito prefeito de Ouro Preto do Oeste e, em 2012, foi reeleito com mais de 75% dos votos válidos.
Em 2010 recebeu a medalha do Corpo de Bombeiros Militar do Estado de Rondônia. No ano seguinte foi condecorado com a Medalha Marechal Rondon. 
Recebeu por duas vezes (em 2013 e 2014) o prêmio ANPV  – Excelência de Gestão, No ano de 2013 recebeu o Prêmio Sebrae Prefeito Empreendedor do Ano, concedido pelo Sebrae de Rondônia, por ter implantado no município de Ouro Preto do Oeste projetos sociais e de gestão com resultados comprovados.
Foi eleito melhor prefeito de Rondônia nos anos de 2011, 2012, 2013 e 2014.
Foi preso na Operação LUDUS,desencadeada pelo Centro de Atividades Extrajudiciais (Caex) e pelo Grupo de Atuação Especial de Combate ao Crime Organizado (Gaeco) do MPRO, e permaneceu em cela comum no presídio Pandinha, por 9 dias, de 03 à 12 de Dezembro, em cela comum, por não possuir nível superior.
Afastado do cargo de prefeito pela justiça por 8 meses, de 03 de Dezembro de 2014 a 17 de Agosto ao cargo, retornando por determinação da justiça.
A Operação LUDUS ainda mantém em andamento as investigações quanto ao superfaturamento nas obras do "Espaço Alternativo", pista para práticas desportivas, orçadas em R$ 22.802.088,73, em Porto Velho - Rondônia. O ainda atual prefeito de Ouro Preto do Oeste, Alex Testoni, figura um dos principais indiciados na peça de acusação promovida pelo Ministério Público do Estado de Rondônia, com mais 11 investigados também detidos na mesma operação.
Os trabalhos investigativos iniciaram em agosto de 2014 e tiveram como foco, além da organização criminosa, a contratação e a execução da obra pública popularmente conhecida como “O Novo Espaço Alternativo” de Porto Velho, terceirizada pelo Departamento de Estradas de Rodagem deste Estado de Rondônia (DER).
Segundo o Ministério Público, uma sólida organização criminosa se instalou no poder público estadual, que se destacou na prática de crimes, notadamente falsidade ideológica, uso de documento falso, fraude a licitação, peculato, lavagem de dinheiro, entre outros, a qual contava com a efetiva participação de empresários, policiais militares e agentes políticos de reconhecido poder no âmbito estadual e federal.
Apesar das investigações não se concluiu envolvimento criminoso do empresário. 
Em 2020 foi eleito prefeito de Ouro Preto do Oeste e atualmente segue atuando em seu 3° mandato.